# Jaapiella sileneicola
Jaapiella sileneicola är en tvåvingeart som beskrevs av Fedotova 1994. Jaapiella sileneicola ingår i släktet Jaapiella och familjen gallmyggor.
Artens utbredningsområde är Kazakstan. Inga underarter finns listade i Catalogue of Life.